# 香蘭女子短期大学
香蘭女子短期大学（こうらんじょしたんきだいがく、英語: Koran Women's Junior College）は、福岡県福岡市南区横手1-2-1に本部を置く日本の私立大学。1935年創立、1958年大学設置。大学の略称は香蘭。

## 概観

### 大学全体
- 福岡県福岡市南区内所在する日本の私立短期大学で設置主体は学校法人山内学園[1]。
- 1958年に開学した当初は被服科のみの単科短大だったが[2]、順次学科の増設がなされ、最大で5学科まで発展していった。現在は学科の再編により4学科[注 2]となる。
- 東京都にある学校法人香蘭女学校や北海道江別市にあった札幌香蘭女子短期大学とのつながりはない。

### 建学の精神（校訓・理念・学是）
- 香蘭女子短期大学における建学の精神は「創意・自立・敬愛」となっている。

### 教育および研究
- 香蘭女子短期大学は、旧来のレディードレス香蘭女学院を母体として設置されていることから、ファッション教育には力を入れており、集大成として学生による卒業ファッションショーが催される。
- ライフプランニング総合学科は、旧来の家政科に加えて秘書科・国際教養科を吸収した形で設置されたので、「一般事務（金融・会計）」・「医療事務」・「観光」・「ブライダル」・「ファッション・ビューティー」・「インテリア」・「CG,Webデザイン」など多彩な科目から学生の任意で履修することができる。
- 保育学科では、附属幼稚園での教育実習も取り入れられている。
- 食物栄養学科では、世界の食文化を学ぶことをねらいにハワイでの研修制度がある。

### 学風および特色
- 香蘭女子短期大学は2018年、財団法人短期大学基準協会による第三者評価の結果、「適格」であると認証されている。
- 若年者就職基礎能力修得支援事業が取り入れられている。
- 学生の上履きは、純白またはピンクのナースサンダルが原則となっていたが、2008年度入学生からは、自由となっている。

## 沿革
- 1935年 
  - 山内良子によりレディース香蘭女学院が創設される。
- 1958年
  - 1月10日 左記を以て文部省[注 3]より短期大学の設置が認可される[注 4]。
  - 4月1日 香蘭女子短期大学が以下の学科体制にて開学[6]。
    - 被服科 入学定員40名

  - 5月1日 学生数[7]/定員
    - 被服科 83[注釈 1]/40
- 1959年 
  - 5月1日 学生数[8]/定員
    - 被服科 171[注釈 1]/80
- 1963年 
  - 4月1日 以下の学科を増設する[9]。
    - 家政科 入学定員50名

  - 5月1日 学生数[10]/定員
    - 被服科 353[注釈 1]/80
    - 家政科 109[注釈 1]/50
- 1964年 
  - 5月1日 学生数[11]/定員
    - 被服科 279[注釈 1]/80
    - 家政科 199[注釈 1]/100
- 1965年 
  - 1月21日 別科の設置が認められ、以下の課程を置く[12]。
    - 家政専修 入学定員50名

  - 4月1日 以下の学科を増設する[注 5]。
    - 保育科 入学定員50名[注釈 2]
    - 被服科第二部 入学定員40名[注釈 2]→なお、従来の被服科についてはこの年度より便宜上、被服科第一部と表記する。

  - 5月1日 学生数[15]/定員
    - 被服科 
      - 第一部 251[注釈 1]/80
      - 第二部 52[注釈 1]/40

    - 家政科 227[注釈 1]/100
    - 保育科 61[注釈 1]/50
- 1966年 
  - 5月1日 学生数[16]/定員
    - 被服科 
      - 第一部 316[注釈 1]/80
      - 第二部 85[注釈 1]/80

    - 家政科 387[注釈 1]/100
    - 保育科 152[注釈 1]/100
- 1968年 
  - 4月1日 家政科の入学定員を50→100に増員し、かつ以下の専攻課程に分離する[注 6]。
    - 家政専攻[注釈 3]
    - 食物栄養専攻[注釈 3]                                                            

  - 5月1日 学生数[20]/定員
    - 被服科 
      - 第一部 690[注釈 1]/80
      - 第二部 71[注釈 1]/80

    - 家政科 398[注釈 1]/150
    - 保育科 414[注釈 1]/100
- 1970年 
  - 5月1日 学生数[21]/定員
    - 被服科 
      - 第一部 767[注釈 1]/80
      - 第二部 50[注釈 1]/80

    - 家政科 372[注釈 1]/200
    - 保育科 311[注釈 1]/100
- 1972年                                             
  - 4月1日 被服科第一部の入学定員を40→200に増員[注 7]。
  - 5月1日 学生数[25]/定員
    - 被服科 
      - 第一部 851[注釈 1]/240
      - 第二部 36[注釈 1]/80

    - 家政科 
      - 家政専攻 303[注釈 1]/100
      - 食物栄養専攻 109[注釈 1]/100

    - 保育科 450[注釈 1]/100
- 1973年 
  - 4月1日 以下の学科については、この年度で学生募集を最終とする[注 8]。
    - 被服科第二部[注 9]

  - 5月1日 学生数[29]/定員
    - 被服科 
      - 第一部 795[注釈 1]/240
      - 第二部 24[注釈 1]/80

    - 家政科 
      - 家政専攻 323[注釈 1]/100
      - 食物栄養専攻 106[注釈 1]/100

    - 保育科 518[注釈 1]/100
- 1976年 
  - 4月1日 以下、増員あり[注 10]。
    - 保育科 50→150
    - 家政科家政専攻 50→130                                                            

  - 5月1日 学生数[32]/定員
    - 被服科 778[注釈 1]/400
    - 家政科 488[注釈 1]/280
    - 保育科 435[注釈 1]/200
- 1977年 
  - 5月1日 学生数[33]/定員
    - 被服科 675[注釈 1]/400
    - 家政科 513[注釈 1]/360
    - 保育科 474[注釈 1]/300
- 1983年                                                             
  - 4月1日 この年度における出来事を以下、列挙する[注 11]。
    - 以下の学科について増設あり。
      - 秘書科 入学定員100名[注 12]

    - 上記に伴い以下、減員あり[注 13]
      - 被服科 200→150
      - 家政科家政専攻 130→80

  - 5月1日 学生数[39]/定員
    - 被服科 369[注釈 1]/350
    - 家政科 393[注釈 1]/310
    - 保育科 404[注釈 1]/300
    - 秘書科 108[注釈 1]/100
- 1985年 
  - 5月1日 学生数[40]/定員
    - 被服科 333[注釈 1]/300
    - 家政科 314[注釈 1]/260
    - 保育科 329[注釈 1]/300
    - 秘書科 214[注釈 1]/200
- 1986年 
  - 5月1日 学生数[41]/定員
    - 被服科 348[注釈 1]/300
    - 家政科 305[注釈 1]/260
    - 保育科 345[注釈 1]/300
    - 秘書科 235[注釈 1]/200
- 1987年 
  - 4月1日 この年度における出来事を以下、列挙する[注 14]。
    - 以下の学科について増設あり。
      - 国際教養科 入学定員100名[注 15]。

    - 上記に伴い以下、減員あり[注 16]
    - 被服科 150→125
    - 保育科 150→125                                            

  - 5月1日 学生数[49]/定員
    - 被服科 359[注釈 1]/275
    - 家政科 318[注釈 1]/260
    - 保育科 365[注釈 1]/275
    - 秘書科 264[注釈 1]/200
    - 国際教養科 105[注釈 1]/100
- 1988年 
  - 5月1日 学生数[50]/定員
    - 被服科 339[注釈 1]/250
    - 家政科 316[注釈 1]/260
    - 保育科 336[注釈 1]/250
    - 秘書科 262[注釈 1]/200
    - 国際教養科 229[注釈 1]/200
- 1992年 
  - 5月1日 学生数[注 17]/定員
    - 被服科 367[注釈 1]/250
    - 家政科 345[注釈 1]/260
    - 保育科 353[注釈 1]/250
    - 秘書科 267[注釈 1]/200
    - 国際教養科 278[注釈 1]/200
- 1999年
  - 5月1日 学生数[53]/定員
    - 被服科 362[注釈 1]/250
    - 家政科 328[注釈 1]/260
    - 保育科 361[注釈 1]/250
    - 秘書科 229[注釈 1]/200
    - 国際教養科 173[注釈 1]/200
- 2002年
  - 4月1日 以下の学科及び専攻については、この年度で学生募集を最終とする[注 18]。
    - 秘書科[注釈 4]
    - 国際教養科[注釈 4]
- 2003年 
  - 4月1日 この年度の入学生より、以下の学科改組あり[注 19]。
    - 家政科
      - 家政専攻→ライフプランニング総合学科 入学定員230名[注 20]
      - 食物栄養専攻→食物栄養学科 入学定員50名

    - 被服科→被服学科[注釈 5]
    - 保育科→保育学科[注釈 5]
- 2008年 
  - 4月1日 
    - この年度の入学生より、被服学科をファッション総合学科に改称[注 21]。
    - 短期大学創立50周年を迎える。
- 2010年 
  - 4月1日 
    - 以下、減員あり[注 22]。
      - ライフプランニング総合学科 230→200
      - ファッション総合学科 150→125

    - 専攻科の設置が認められ、以下の課程を設ける[注 23]。
      - テクニカル専攻 入学定員15名
- 2013年 
  - 社会福祉法人香蘭育成会しおばる保育園が開園する。
- 2016年 
  - 4月1日 以下、入学定員に変更あり[注 24]。
    - 食物栄養学科 50→80
    - ファッション総合学科 125→100 
    - ライフプランニング総合学科 200→190
- 2017年 
  - 4月1日 ライフプランニング総合学科の入学定員を190→150に減員[注 25]。
- 2018年 
  - 附属那珂川第一幼稚園、幼保連携型認定こども園に移行。
- 2019年 
  - 4月1日 ファッション総合学科を100→80に減員[注 26]。
- 2024年 
  - 4月1日 以下、減員あり[1]。
    - 食物栄養学科 80→60
    - 保育学科 100→80　
    - ライフプランニング総合学科 150→130

## 基礎データ

### 所在地
- 福岡県福岡市南区横手1-2-1

### 交通アクセス
- 西日本鉄道大牟田線大橋駅よりバスで「香蘭短大前」バス停留所下車。

### 象徴
- カレッジマークは右記資料を参照のこと[注 27]

## 教育および研究

### 組織

#### 学科
- ライフプランニング総合学科 入学定員130名
- ファッション総合学科 入学定員80名
- 食物栄養学科 入学定員60名
- 保育学科 入学定員80名

##### 学科の変遷
- 被服科
  - 第一部→ファッション総合学科
  - 第二部 入学定員40名[注 28]
- 家政科
  - 家政専攻→家政科→ライフプランニング総合学科
  - 食物栄養専攻→食物栄養学科
- 保育科→保育学科
- 秘書科[注釈 6]
- 国際教養科[注釈 6]

#### 専攻科
- テクニカル専攻科 入学定員15名[1]

#### 別科
- 家政専修 入学定員50名[1]

#### 取得資格について
- 保育士資格と幼稚園教諭二種免許状が保育学科にて取得できる。
- 栄養士資格が食物栄養学科にて取得できる。
- 概ね1998年度以前の入学生まで、中学校教諭二種免許状（家庭）・（保健）[注 29]の認可も受けていた[注 30]。
  - 旧・被服科[注釈 7]
  - 旧・家政科[注釈 7]

#### 附属機関
- 図書館：所蔵数はおよそ90,000冊となっている。

### 教育
- 特色ある大学教育支援プログラム
  - 「ユニット方式による総合学科のカリキュラム」において2003年度に採択されている。
- 社会人の学び直しニーズ対応教育推進プログラム
  - 「社会人学び直し講座」において2007年度に採択されている。
- 戦略的大学連携支援事業
  - 「紙おむつリサイクルから始まる環境保全と明るく快適なシルバーライフの提案〜3大学連携[注 31]による環境保全と高齢者支援の取組を軸とした地域貢献と人材育成〜」において2008年度に採択されている。

#### 研究
- 『香蘭女子短期大学研究紀要 』[82]

## 学生生活

### 部活動・クラブ活動・サークル活動
- 香蘭女子短期大学のクラブ活動
  - 体育系：バレーボール・バスケットボール・バドミントン・テニスほか
  - 文化系：ボランティア・軽音楽・茶道ほか

### 学園祭
- 香蘭女子短期大学の学園祭は「香蘭祭」と呼ばれ、とりわけファッションショーや「高校生おしゃれコンテスト」といったファッションイベントが名物となっている。学外の男女も参加している。2008年は11月1日・2日に行われ、おぎやはぎによるお笑いライブも催された。

## 大学関係者と組織

### 大学関係者一覧

#### 出身者
- 古野弥生：1960年（昭和35年）ミス・ユニバース日本代表（香蘭女学院高等部出身）
- 中山貴美子：女優、モデル
- 船崎恵視：女子バレーボール選手

## 施設

### キャンパス内
- 1号館
- 3号館
- 5号館
- 6号館
- 7号館：図書館がある。
- 8号館
- 学生駐車場
- クラブハウス
- アスレチックジムほか

### キャンパス周辺
- JR博多南線がキャンパスのすぐ南側を東西に通っている。
- 那珂川がキャンパス北部に流れている。

### 寮
- 香蘭女子短期大学には「那珂川寮」・「三宅寮」と称した学生寮が2つある。

## 対外関係

### 他大学との協定

#### アメリカ
- リバーフォールズ大学
- アクロン大学

#### オーストラリア
- メルボルン大学

#### 韓国
- 東洲大学校

### 系列校
- 香蘭ファッションデザイン専門学校

## 社会との関わり
- 地域公開講座を行っている。

## 卒業後の進路について

### 編入学・進学実績
- 家政科およびライフプランニング総合学科：福岡大学・福岡国際大学ほか
- 保育学科：徳島文理大学ほか
- 秘書科：久留米大学ほか
- 国際教養科：九州産業大学ほか

## 附属学校
- 香蘭女子短期大学附属香蘭幼稚園：博多南線を挟んだ向側にある。
- 香蘭女子短期大学附属那珂川第一幼稚園
- 香蘭女子短期大学附属那珂川第二幼稚園